# Selmęt Wielki
Der Selmęt Wielki, kurz auch Selmętno (deutsch: Großer Sellmentsee) ist ein See im nordöstlichen Masuren in der polnischen Wojewodschaft Ermland-Masuren, früheres Ostpreußen.
Die Schreibweise wechselte vor 1945 mehrfach: Großer Sellmentsee (1938), Große Selment-See (1921), Schelmund (1595), Schelment und Salmant (1475). Auch heute wechselt noch vielfach im deutschen Sprachgebrauch die Schreibung mit einem oder zwei „l“.
Der Name leitet sich aus der baltischen Sprache der Prussen her. Zugrunde liegt wohl selm, zu deutsch grün, was in der Weiterentwicklung zu Schelment so viel wie vom grünen (Wald) abgegrenzt bedeutete.
Der Große Sellmentsee ist einer der größeren Seen auf der Masurischen Seenplatte und liegt zwei Kilometer östlich der Kreisstadt Ełk (deutsch: Lyck), zu dessen Gemeinde er teilweise gehört.
Am Rande des Sees befinden sich mehrere Ortschaften, die bis an die Wasserkante reichen. Ansonsten ist er weitgehend von Feldern, Wiesen und Fichtenwald umgeben. In Nähe meist unmittelbar zum nordöstlichen Ufer verläuft von Sędki nach Makosieje eine Landstraße.
Der See umfasst eine Fläche von 1273 Hektar, eine Länge von 11,6 Kilometer und eine Breite von 3,5 Kilometer. Die tiefste Stelle liegt bei 22 Meter. Der See hat eine mit einer nördlich nach Sędki reichenden Ausbuchtung eine gekrümmte West-Ost-Längenausdehnung. Im Westen und Osten schließen sich weitere kleine Buchten an.
Im See liegen insgesamt drei Inseln, die größte mit einer Fläche von 3 Hektar.
Der Große Sellmentsee wird durch die im Norden bei Sędki einmündende und im Osten bei Makosieje ausmündende Lega, auch Leegenfluss bzw. Malkien genannt, durchflossen. Im Norden gibt es darüber hinaus noch einen Einfluss der Golubitz (Golubica), der Wasser aus dem Gollensee (Jezioro Golubskie) hineinführt.
Im Südwesten gibt es einen kleinen Bach, der zum Kleinen Sellmentsee führt.
In Umgebung des Großen Sellmentsees ließen sich zum Teil bedeutsame archäologische Funde ausmachen. Aus der Zeit bis zum 13. Jahrhundert befanden sich hier mehrere Burgen und Siedlungen der prussischen Sudauer, die letztlich dem Deutschen Ritterorden unterlagen.
Dem Großen Sellmentsee hat eine über die Region hinausreichende Bedeutung für Tourismus, Wassersport und Fischfang.